# Vodstrup
Vodstrup is een plaats in de Deense regio Noord-Jutland, gemeente Morsø. De plaats telt 248 inwoners (2008).